# スウィングI
スウィングⅠは、1990年2月にSANKYOが発売した、センター役物に時計と振り子が配置されているパチンコ機のシリーズ名。スウィングIの1機種がある。

## 概要
貯留機能を搭載していないオーソドックスな羽根モノタイプ。センター役物下には大きな振り子が配置されており、盤面を落下する玉が当たると左右に振れる動きを見せる。Vゾーンは役物内の下段中央奥に配置されており、その手前にある突起物がVゾーンへの入賞をサポートしたり、場合によっては玉の軌道を変えて邪魔をすることがある。この突起物はVゾーン手前左右に配置されており、通常時であればスタートチャッカー入賞後に片方ずつ動き出し、大当たり中であれば常に左右交互に上下動を繰り返す。

## スペック
- スウィングI
  - 賞球数 ALL13
  - 大当たり最高継続 8R

## 演出
大当たり中は、ハズレ５カウント後にセンター役物内中央に配置されている時計が180度回転し、時計の長針と短針の間にある透明な突起がVゾーンの真上に来る形で停止する。この突起がVゾーンへと玉を誘導するようになるので、大当たりラウンドの継続率は高めである。